# 鄭鴻生
鄭鴻生（1951年—），台灣台南人，自由作家。

## 生平
鄭鴻生出生於臺南市，母親施傳月是一位裁縫教育家，她曾長年開班傳授其技藝，鄭鴻生也因此在童年時經常與母親一同逛布料商店或自行翻閱日文時裝雜誌。中學時期鄭鴻生就讀於臺南第一高級中學，畢業後於1970年入國立臺灣大學，在大學期間他曾參與保釣運動、民主抗爭與民族主義論戰。1973年，畢業於國立臺灣大學哲學系，同年10月入伍服兵役並被分發至綠島。退伍後，他前往美國留學，改讀電腦專業，獲電腦碩士學位，並在電腦網路公司工作。1988年，他返回臺灣，並進入資策會，復入當地電腦產業工作多年，負責大型資訊系統與網路規畫設計。1996年，他與妻瞿宛文遊學澳大利亞悉尼一年，而後從事寫作。

## 主要著作[1]
- 《揚帆吧！悉尼》（聯經出版，1999）
- 《青春之歌：追憶一九七〇年代台灣左翼青年的一段如火年華》（聯經出版，2001）
- 《踏著李奧帕德的足跡：海外觀鳥行旅》（允晨文化，2002）
- 《荒島遺事：一個左翼青年在綠島的自我追尋》（印刻出版，2005）
- 《百年離亂：兩岸斷裂歷史中的一些摸索》（台灣社會研究季刊雜誌社，2006）
- 《母親的六十年洋裁歲月》（印刻出版，2010）
- 《尋找大範男孩》（印刻出版，2012）

## 外部連結
- 鄭鴻生的Blog - blogger （页面存档备份，存于）
- 鄭鴻生| 苦勞網 （页面存档备份，存于）